# Nel mirino del giaguaro
... mai un secondo dopo (IL GIAGUARO)»
(Tagline del film)
Nel mirino del giaguaro (Jaguar Lives!) è un film del 1978 diretto da Ernest Pintoff.

## Trama
Jonathan Cross, nome in codice "giaguaro", è un agente segreto al servizio del governo statunitense. Grazie alla sua abilità con le arti marziali è spesso impiegato in missioni molto delicate e di elevata pericolosità. Durante una di queste, nel tentativo di sventare un attentato minatorio, rimane ferito e assiste alla morte del suo partner professionale Bret. Questo tragico evento lo spinge a ritirarsi in una fattoria con il fido Sensei che lo segue nella guarigione e che lo aiuta ad affinare le sue abilità nel Karate. Dopo qualche tempo viene raggiunto dalla collega Anna la quale, gli svela cosa ci fosse realmente dietro quell'attentato e anche il nome di chi lo ha ordito, ovvero un certo Esteban. A questo punto il giaguaro si convince a tornare in servizio. Gli viene chiesto di assumere un compito abbastanza arduo: deve far cadere un traffico mondiale di droga il cui capo, a quanto pare potrebbe essere responsabile della scomparsa del suo ex collega. Il giaguaro viaggia per il mondo alla ricerca del misterioso Esteban. Dopo aver avuto a che fare con un dittatore sudamericano egoista e maniacale, un signore del crimine con un esercito privato di lottatori marziali altamente addestrati e una donna d'affari senza morale e senza scrupoli, disposta tranquillamente a uccidere chiunque si metta sulla sua strada, il giaguaro arriva in Spagna e si trova finalmente ad affrontare il misterioso Esteban, scoprendo che in realtà si tratta dell'amico Bret datosi al crimine. I due si affrontano e Bret muore precipitando dall'edificio.

## Produzione

### Cast
La parte del protagonista fu affidata a Joe Lewis un artista marziale professionista aitante e di bell'aspetto che a quei tempi era già una leggenda nel mondo delle arti marziali americane.
Il resto del cast è composto da personaggi molto noti nel mondo del cinema come: Christopher Lee, John Huston, Donald Pleasence, Capucine e Barbara Bach.

### Riprese
Le riprese del film sono avvenute principalmente in Spagna e più precisamente nelle località Belmonte, El Escorial e Valle de los Caídos.

## Distribuzione
Il film è stato distribuito nelle sale italiane nell'estate del 1979, con doppiaggio affidato alla C.V.D. Cine Video Doppiatori.

### Data di uscita
- 7 luglio 1979 in Italia[2]
- 9 agosto 1979 nei Paesi Bassi (Jaguar Lives!)
- Novembre 1979 in USA (Jaguar Lives!)
- 20 ottobre 1980 in Spagna (El felino)
- 30 ottobre 1980 in Portogallo (Jaguar)
- 22 aprile 1982 in Australia (Jaguar Lives!)

## Accoglienza

### Critica
La critica all'uscita del film nelle sale cinematografiche non fu particolarmente positiva. In un articolo dell'epoca apparso sul quotidiano La Stampa si legge: "Girato con la mano sinistra da Pintoff, e interpretato (?) dallo sconosciuto Lewis, un tempo autore della «off Hollywood», il film regala alla platea estiva un educato e modesto divertimento. Tra qualche tempo varrà come tappabuco per gli affollati e disimpegnati programmi delle stazioni tv private."